# Ivo Pannaggi
Ivo Pannaggi (Macerata, 28 agosto 1901 – Macerata, 11 maggio 1981) è stato un pittore e architetto italiano, autore di opere appartenenti al futurismo prima, al costruttivismo e neoplasticismo poi, fino ad arrivare agli insegnamenti del Bauhaus.

## Biografia

### Infanzia e giovinezza
Ivo Pannaggi nacque a Macerata il 28 agosto 1901, ufficialmente dal padre Amedeo Umberto, un tipografo della città e da Maria Caramico, ma in realtà il vero padre fu Erso Zampini (1884-1957), un industriale che gli garanti sempre il denaro per gli studi ed i viaggi. Frequentò così gli studi classici, manifestando la sua attitudine per la pittura sin da ragazzino. Furono poi Cesare Mercorelli e Cesare Peruzzi che in questo primo periodo incoraggiarono il ragazzo, che da qui in poi si dichiarerà sempre autodidatta. Nel 1917 pubblicò su L’Onorevole 509, Numero e Il Corriere dei piccoli le sue prime vignette satiriche con tematiche anti-austriache e antitedesche il cui stile Art Nouveau presentava già i primi influssi avanguardisti.

### 1919-1922: Il trasferimento a Roma
Nel 1919 si trasferì a Roma, dove seguì inizialmente i corsi di fisica e matematica a La Sapienza, e fu qui che entrò anche in contatto con gli ambienti artistici dell'avanguardia della capitale. In questo contesto si presenta alla Casa d'Arte Bragaglia di Roma con due quadri futuristi accolto con entusiasmo da Marinetti e Balla. In questo periodo frequentò poi il Cabaret del diavolo e strinse rapporti con Vinicio Paladini, Enrico Prampolini, Fortunato Depero, Gerardo Dottori. Nel gennaio del 1921 pubblicò Nudo di donna sulla rivista dadaista Bleu, un disegno che la rivista metteva in relazione con un articolo di Julius Evola, mentre a marzo iniziò la sua attività espositiva, quando Bragaglia lo coinvolse in una mostra collettiva futurista, dove Pannaggi presentò i quadri del 1919 intitolati Mia madre legge il giornale e Barchevento. Iniziano così mostre in tutta Europa e collaborazioni con importanti riviste di cultura italiane. Nel 1922 si iscrisse alla Scuola di architettura e con Vinicio Paladini scrive il Manifesto dell'Arte Meccanica Futurista, pubblicato nella rivista Lacerba. In questi anni si dimostra artista poliedrico, in grado di lavorare con discipline diverse e sperimentando con pittura, scultura, caricatura, scenografia teatrale, progettazione di interni e di oggetti, grafica e fotomontaggio.
In questi anni collaborazione come scenografo con il Teatro degli Indipendenti di Anton Giulio Bragaglia. Sempre nel 1922 Pannaggi mise in scena il suo spettacolo Ballo meccanico futurista e curò la scenografia dello spettacolo di Marinetti Prigionieri di Baia. Svolge anche un'attività di grafico pubblicitario, è riconosciuto come uno degli inventori dell'arte postale e un innovatore nel campo poco battuto della caricatura.

### 1922-1926: Il ritorno a Macerata
Nel 1922, appena tornato a Macerata, Ivo Pannaggi organizzò  nella sua città un'importante mostra futurista che vedeva, oltre che le sue opere, anche quelle di Giacomo Balla, Umberto Boccioni, Fortunato Depero, Antonio Fornari, Antonio Marasco, Vinicio Paladini, Enrico Prampolini, Federico Scirocco e Mario Sironi. Sempre nel 1922 Pannaggi realizzò una delle sue opere più celebri: Treno in corsa.
Nel 1925-26 progetta l'arredamento di quattro ambienti di Casa Zampini a Esanatoglia (Mc). Nel 1926 la XV Esposizione internazionale d'arte presentò un'intera sezione dedicata al futurismo dove Pannaggi presentò opere non figurative come Funzioni geometriche e Funzioni architettoniche. Seguono mostre futuriste anche in America.

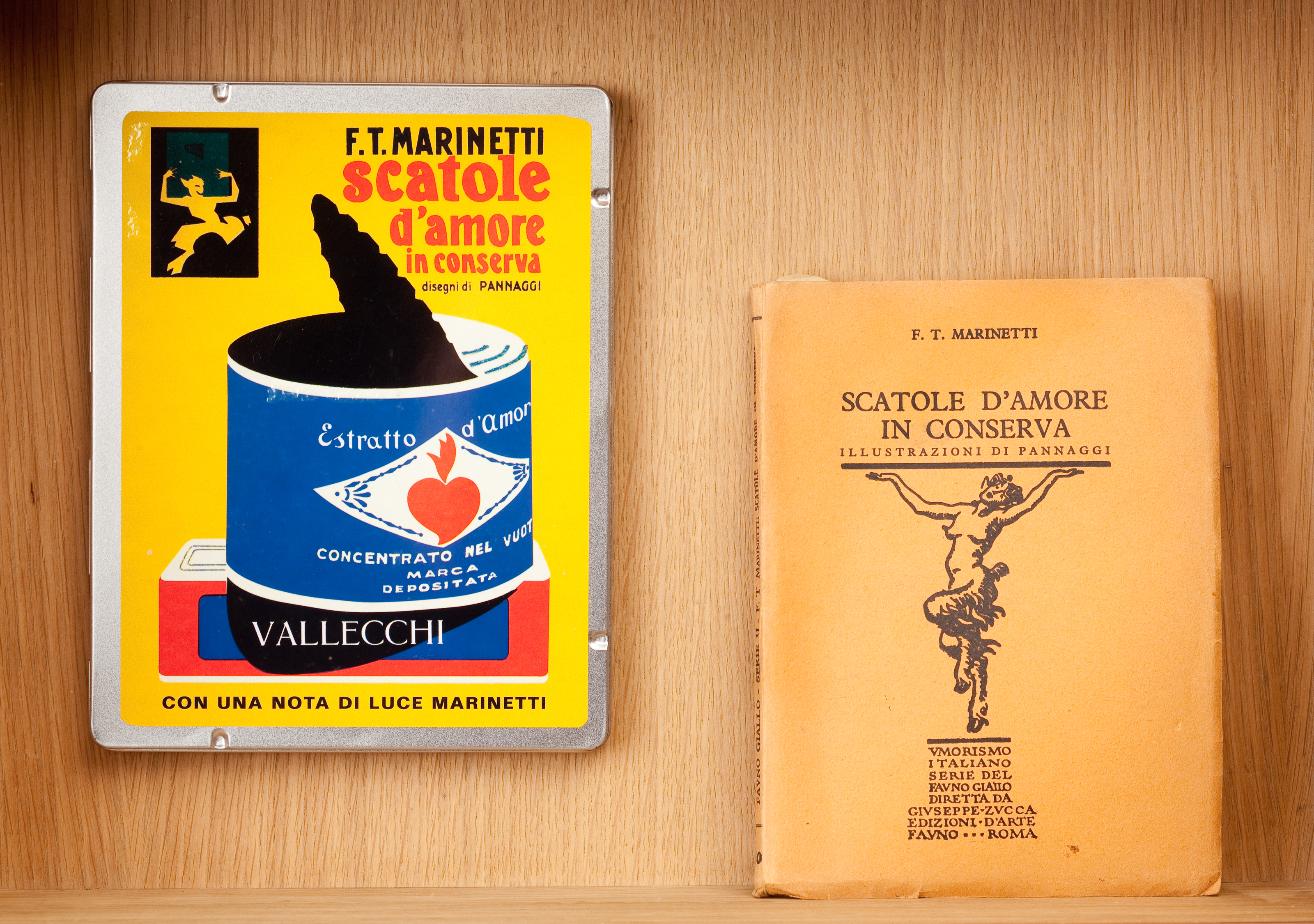
Scatola (Scatole d'amore in conserva) - Musei del cibo - Pomodoro

Del 1927 sono invece le scenografie ed i costumi dell'opera teatrale L'Angoscia delle macchine di Ruggero Vasari e le illustrazioni per la raccolta di racconti di Filippo Tommaso Marinetti intitolata Scatole d'amore in conserva (Edizioni d'arte Fauno).

### 1927-1933: Pannaggi e la Bauhaus
Nel 1926 Pannaggi ebbe una relazione con l'attrice tedesca Alice Wenglor. L'incontro lo portò a spostarsi per un breve soggiorno a Berlino, con viaggi nella capitale tedesca che continuarono anche dopo la fine della relazione. La permanenza di Pannaggi a Berlino si unì così alla sua attività di giornalista, con articoli divulgativi sull'architettura nord-europea per riviste come L’Ambrosiano, La casa bella, Domus, Quadrante, L’architettura italiana, L’Italia letteraria. Nel 1927 decise di presentarsi da Walter Gropius alla Bauhaus che frequenta, senza rinunciare agli impegni artistici internazionali, fino al giorno della chiusura da parte della polizia nazista il 12 aprile 1933.

### 1927-1941: Pannaggi tra arte e reportage fotografici
Nel 1936 iniziano viaggi verso la Lapponia, coinvolto dai suoi amici norvegesi conosciuti alla Bauhaus e partecipa anche a importanti spedizioni artiche e antartiche. Dopo il Venezuela e il Brasile, costeggia l'Africa continuando a collaborare come fotoreporter per importanti riviste italiane.
Nel 1939 si sposa con una norvegese, Nini Daae Meinich; dal matrimonio nascono tre figli. Nel 1940 è di nuovo in Germania; da Berlino è corrispondente di notizie di guerra per importanti giornali italiani.

### 1942-1975: Pannaggi ed il trasferimento in Norvegia
Nel 1942 si stabilisce in Norvegia dove riprende a dipingere e inizia una nuova attività come architetto e designer.

### Gli anni '70 ed il rientro a Macerata
Nel 1971, l'Anticamera Neoplastica di casa Zampini viene trasferita nella Pinacoteca di Macerata. Continua a lavorare per alcuni anni a progetti grafici e artistici. A metà degli anni '70 decide di trasferirsi definitivamente a Macerata. Muore in una casa di riposo della stessa città l'11 maggio 1981. È sepolto nel cimitero comunale della sua città natale.

## Esposizioni
- Giugno-luglio 1922, Macerata, Palazzo del Convitto Nazionale.
- Gennaio-Febbraio 1969, Roma, Galleria Studio di Arte Moderna.
- Luglio-ottobre 1995, Macerata, Palazzo Ricci, Pinacoteca Comunale.

## Ivo Pannaggi nei musei
- Musei civici di Palazzo Buonaccorsi  di Macerata
- Museo Palazzo Ricci di Macerata